# ROKS Yoon Youngha
Le ROKS Yoon Youngha (PKG-711) est un patrouilleur lance-missiles (PKG) de la marine de la république de Corée, le navire de tête de la classe Gumdoksuri et le premier à entrer en service.

## Conception
La classe Gumdoksuri est une classe de patrouilleurs de nouvelle génération conçus pour la marine de la République de Corée (ROKN), l’une des classes de navires les plus avancés technologiquement de la Corée du Sud. Ces bateaux à grande vitesse sont armés de missiles et sont conçus pour remplacer les anciens patrouilleurs de la classe Chamsuri. Les navires de 440 tonnes mesurent 63 mètres de long et 9 mètres de large. Ils ont une vitesse maximale de 41,5 nœuds (76,9 km/h). Officiellement, ils sont classés comme patrouilleurs rapides (PKX) ou comme patrouilleurs-tueurs lanceurs de missiles guidés (PKG).
La classe Gumdoksuri est équipée d’un système de combat technologique indépendant, qui se compose d’un système de ciblage électro-optique (EOTS) et d’un radar de poursuite. Le radar de recherche peut identifier plus de 100 cibles simultanément. Une autre caractéristique importante est le système de traçage électronique optique, avec fonctions de suivi de cible.
Leur arme principale est un canon Otobreda 76 mm refroidi à l'eau. Ils sont également armés d’un canon de 40 mm et de missiles antinavires SSM-700K Haeseong. L’armement est contrôlé par un système de conduite de tir Saab CEROS 200 et les cibles sont détectées par un radar STX RadarSys SPS-100k.

## Carrière
Le ROKS Yoon Youngha (PKG-711) a été construit par Hanjin Heavy Industries Co. Ltd. à Busan, lancé le 28 juin 2007 et mis en service le 17 décembre 2008, à la base navale de Jinhae, au sud de Séoul. Il a reçu le nom d’un capitaine de corvette tué en 2002 lors d’une confrontation avec la Corée du Nord,.
Le 22 mai 2014, le ROKS Yoon Youngha a été visé par des tirs d’artillerie de la Corée du Nord à 14 km de l’île sud-coréenne de Yeonpyeong. Dix obus ont été tirés, mais seuls deux ont franchi la ligne de limite du nord (NLL) tombant à environ 150 mètres du navire. Le navire n’a subi aucun dommage et il n’y a eu aucune victime. Un responsable des chefs d’état-major interarmées (JCS) a confirmé à l’agence de presse Yonhap News que le patrouilleur se trouvait du côté sud-coréen de la NLL au moment de l’attaque. Il a riposté, tirant cinq coups avant de battre en retraite.
La NLL contestée est devenue la ligne de démarcation maritime de facto à la suite d’une décision unilatérale du Commandement des Nations unies après la signature de l’accord d’armistice qui a mis fin à la guerre de Corée en 1953. La NLL a longtemps été un point chaud pour les altercations navales entre les deux Corées. En 2010, il y a eu deux affrontements majeurs, avec le naufrage du navire de guerre sud-coréen ROKS Cheonan (PCC-772), qui a coûté la vie à 46 marins, et le bombardement de l’île sud-coréenne de Yeonpyeong, dans lequel quatre Sud-Coréens ont été tués et 16 autres blessés.
Les résidents de l’île voisine de Yeonpyeong ont reçu l’ordre d’évacuer, avec une sirène d’alerte retentissant sur l’île. Les bateaux de pêche se trouvant dans la région ont tous reçu l’ordre de rentrer au port pour des raisons de sécurité. L’attaque a été immédiatement signalée à la présidente Park Geun-hye. Avant l’incident, Pyongyang avait critiqué la Corée du Sud pour avoir tiré des coups de semonce près de navires de l’Armée populaire de Corée le 20 mai. L’Armée populaire de Corée a déclaré que les tirs d’avertissement étaient « un acte de provocation grave délibéré », ajoutant que les navires nord-coréens opéraient dans la zone contestée pour vérifier les opérations de pêche illégales chinoises. L’Armée populaire de Corée a déclaré que tous les navires sud-coréens « deviendront sans exception des cibles ». Elle a averti que tous les navires sud-coréens qui manœuvraient imprudemment dans des eaux sensibles seraient traités de la même manière. La marine sud-coréenne a publié une réponse disant qu’elle « contre-attaquerait impitoyablement » toute nouvelle provocation de la Corée du Nord.